# Vejle amt
Vejle amt (danska: Vejle Amt) var ett amt på den södra delen av halvön Jylland i västra Danmark. Amtet omfattade ett område i den södra delen av Nørrejylland och sträckte sig i öster från området kring Horsens Fjord i norr till området kring Koldingfjorden i söder. Utöver residensstaden Vejle, omfattade det även städerna Fredericia och Kolding. 1970 blev även staden Horsens en del av amtet.

## Administrativ historik
Vejle amt bildades i samband med amtsreformen 1793 genom en sammanslagning av Koldinghus och Stjernholms amt. 1799 fördes dock Nims härad över från Vejle amt till Århus amt, medan Ansts och Slavs härader fördes över till Ribe amt.
1864, som en del av fredsavtalet i samband med Freden i Wien, fördes Nørre Tyrstrups härad över till Vejle amt. Det hade tidigare tillhört Haderslevs amt i Schleswig, som då blivit en del av Preussen.
I samband med kommunreformen 1970 fick Vejle amt ändrade gränser, då delar av Ribe och Skanderborgs amt fördes över till amtet, samtidigt som delar av det som tidigare varit Vejle amt fördes över till Ribe, Ringkøbings och Sønderjyllands amt.
Sedan 1 januari 2007 tillhör större delen av det tidigare amtets område Region Syddanmark medan en mindre del tillhör Region Mittjylland.

## Kommuner
Vejle amt bestod mellan 1970 och 2006 av 16 kommuner:
| - Brædstrups kommun - Børkops kommun - Egtveds kommun - Fredericia kommun - Gedveds kommun - Give kommun - Hedensteds kommun - Horsens kommun | - Jellings kommun - Juelsminde kommun - Koldings kommun - Lunderskovs kommun - Nörre-Snede kommun - Tørring-Uldums kommun - Vamdrups kommun - Vejle kommun |

## Härader
Vejle amt omfattade mellan 1864 och 1970 nio härader:

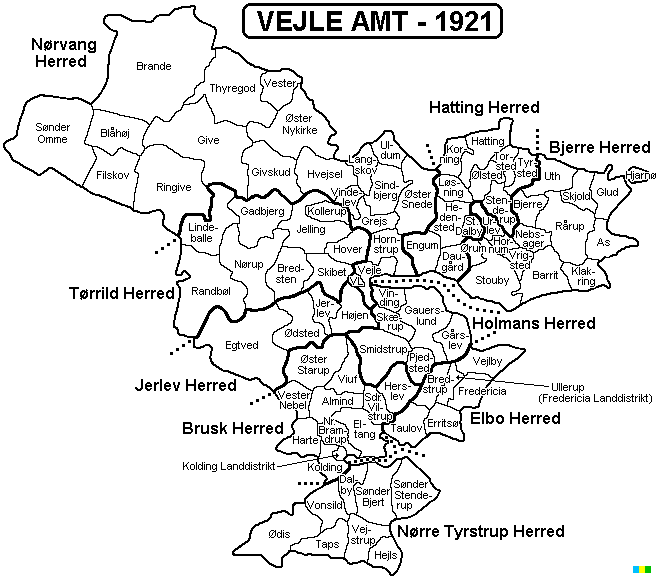
Karta över Vejle amt med dess indelning i härader och socknar (före kommunreformen 1970).

- Bjerre härad
- Brusks härad
- Elbo Herred
- Hattings härad
- Holmans härad
- Jerlevs härad
- Nørre Tyrstrups härad
- Nørvangs härad
- Tørrilds härad